# Emo Danesi
Emo Danesi (Livorno, 19 luglio 1935 – Roma, 6 ottobre 2024) è stato un politico italiano.

## Biografia
Esponente della Democrazia Cristiana, fu eletto alla Camera in occasione delle elezioni politiche del 1976, ottenendo 33.219 preferenze; fu rieletto alle politiche del 1979 con 42.191 preferenze. Concluse il mandato parlamentare nel 1983.
Collaboratore del ministro dell'industria Antonio Bisaglia, risultò iscritto alla P2